# Terceiro Comando da Capital
Terceiro Comando da Capital (TCC) é uma organização criminosa do Brasil, com atuação principalmente no estado de São Paulo, mas também em todo o território brasileiro. Foi criado a partir da dissidência de líderes do Primeiro Comando da Capital, sendo, portanto, um grupo rival a este.
A facção atua em presídios paulistas (segundo Geleião, a facção chegou a ter aproximadamente 3 mil membros) e, mesmo tendo sido fundada por ex-membros do PCC (Geleião e Cesinha), o TCC vem perdendo forças desde o assassinato de seu principal líder, morto a facadas no presído da cidade de Avaré, comandado pela facção rival do PCC. O Terceirão, como é conhecido, domina poucos presídios do estado de São Paulo e acaba sendo até mesmo desconhecido por muitos.

## História
Em 2002, Marcola assumiu a chefia do PCC, depois de uma disputa interna com Geleião e Cesinha, considerados a ala mais “radical” da facção. Alguns meses antes, Geleião e Marcola tornaram-se inimigos de morte após o assassinato da advogada Ana Olivatto, mulher de Marcola, que havia sido jurada de morte pela cúpula do PCC por supostamente passar informações à polícia.
Para conseguir tomar o lugar de Geleião e ser aceito pelos membros do PCC, Marcola e seus comparsas espalharam cópias do processo de estupro contra Geleião pelas prisões paulistas, segredo este que Geleião escondeu de seus seguidores durante 23 anos (O "código de ética" do PCC não tolera crimes de estupro).
Logo após a ascensão ao poder de Marcola, Geleião foi considerado traidor, tornou-se inimigo da facção, e foi expulso do PCC. Por ter sido expulso do PCC, Geleião e César Augusto Roriz Silva, o Cesinha, fundaram o Terceiro Comando da Capital (TCC).
Em 2006, Cesinha foi morto por companheiros de prisão em 2006. Justamente por conta da morte de Cesinha, O TCC não vingou, já que o grupo foi sufocado pela facção original.